# Marta-pescadora
A Marta-pescadora (Pekania pennanti) ou simplesmente pescador (Fisher em Inglês) é uma espécie carnívora de mustelídeo do género Pekania nativa da América do Norte.
Às vezes são também chamadas Gatos-pescadores apesar de não serem felinos e de esse nome induzir em erro, face aos felínos seus homónimos.

## Taxonomia
No início foi classificada no género Mustela, se bem que entretanto já teve pelo menos outras três ou quatro designações, também elas subsumidas no género Mustela.

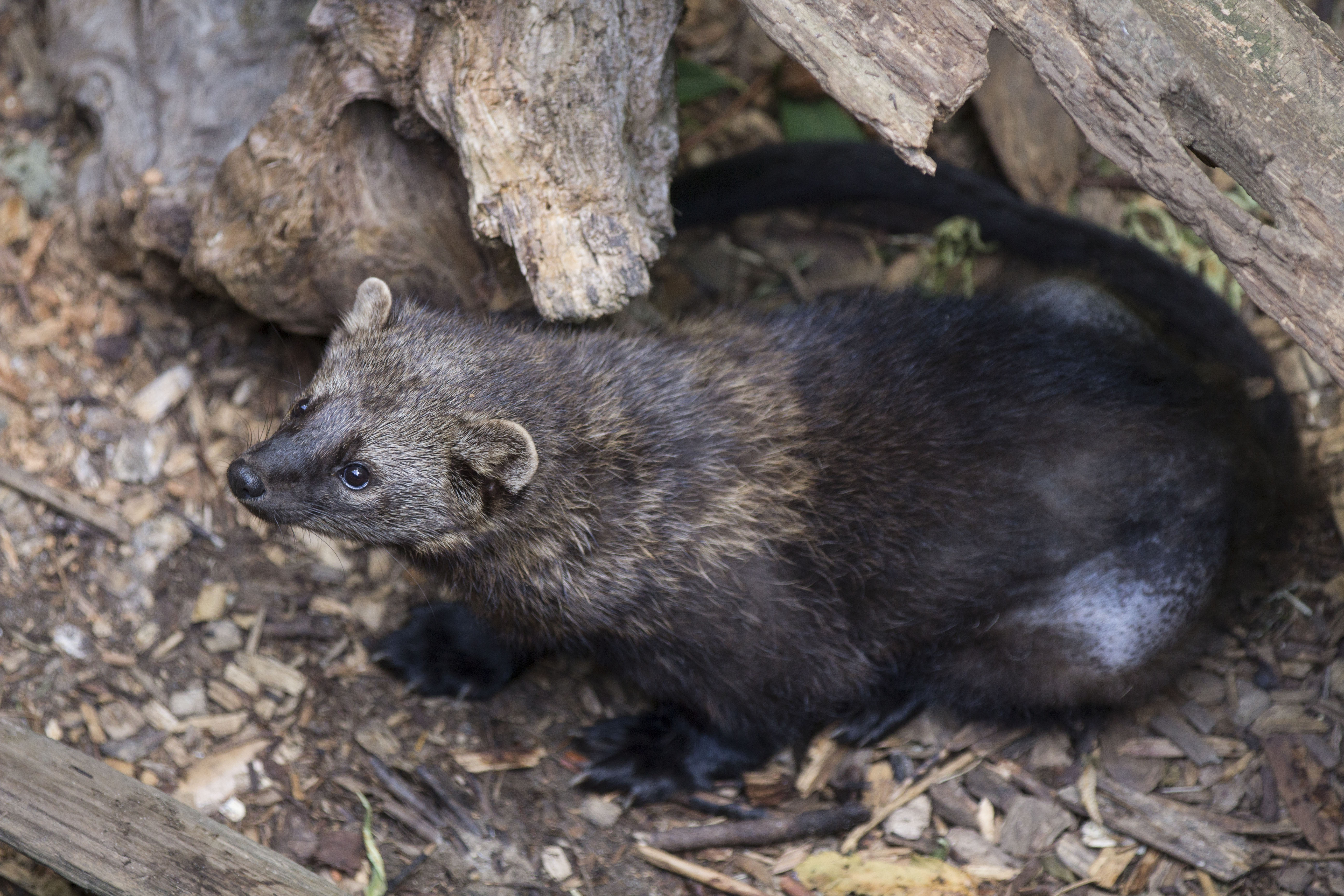
Uma marta-pescadora no parque nacional de Mount Rainier, Washington, Estados Unidos da América.

Posteriormente foi classificada no gênero Martes, embora estudos ulteriores tenham concluído tratar-se duma espécie distinta dos mustelídeos do gênero Martes.
Por isso foi colocada num género próprio: o Pekania.

## Biologia e Comportamento

### Características físicas
As martas-pescadoras são um mamífero de porte médio, equiparáveis em tamanho ao gato doméstico comum. Têm um corpo longo, delgado e fazem uma locomoção rasteira.Embora não haja grandes diferenças em questões de aparência entre os sexos, há dismorfia sexual no que respeita às dimensões: os machos medem entre 90 a 120 cm de comprimento e pesam cerca de 3,5 a 6kg, enquanto que as fêmeas medem entre 75 a 95 cm e pesam entre 2 a 2,5 kg. A maior marta-pescadora macho alguma vez registada pesava à volta de 9 kg.
A pelagem das martas-pescadoras muda com as estações do ano e diverge ligeiramente entre os sexos. Os machos têm uma pelagem mais espessa que as fêmeas. No princípio do Inverno, as pelagens são mais grossas e brilhantes, variando entre os 30 mm no peito até aos 70 mm no dorso.  As cores variegam-se entre o castanho e o preto. Do focinho às espáduas o pêlo pode apresentar uma coloração mais trigueira ou grisalha, devido às cerdas tricolores. No ventre, a marta-pescadora exibe uma pelagem de um castanho quase integral, por vezes ocelada por manchinhas de pêlo branco ou cor-de-creme. A pelagem estival é mais variegada e tende a ser mais clara. A muda de pêlo incoa-se no final do Verão e finda por volta de finais de Novembro a princípios de Dezembro.
Têm cinco artelhos em cada pata, com garras retrácteis. Têm patas grandes, que lhes facilitam a deslocação sobre superfícies nevadas. Além dos artelhos, cada pata tem a sua almofada digital. As patas traseiras têm pêlos mais grossos, que crescem entre as almofadas e os dedos, o que lhes confere um poder de tracção acrescido quando se locomovem em superfícies resvaladiças. Além disso, possuem articulações sobremaneira lestas, com as quais conseguem rodar as patas num amplexo de quase 180º, o que lhes permite descer das árvores de cabeça para baixo. É um dos poucos mamíferos com esta capacidade.
Há tufos de pêlo nas suas patas traseiras, que lhes evidenciam as glândulas odoríferas, as quais  exalam um almíscar peculiar próprio. Estas glândulas opam durante a época de acasalamento e crê-se que possam ser usadas pelas fêmeas para deixar uma treita olfactiva, que o macho pode rastrear.

### Caça e dieta
Apesar do nome, as martas-pescadoras não são tão aquáticas quanto possa parecer, pois na verdade apenas cerca de 3% de sua dieta inclui peixes. Em rigor, trata-se de predadores generalistas e versáteis.
Sendo majoritariamente carnívoro, o pescador visa como presas mais frequentes gambás,coelhos, ouriços-cacheiros e pequenas aves, tampouco desperdiça outros predadores, com casos confirmados destes caçando doninhas e raposas-grisalhas. É consabido que complementam a sua dieta com insectos, sementes, bagas e cogumelos.
Porquanto se tratam de predadores solitários, a selecção das presas é ditada mormente pelo porte. Mediante análises ao bolo alimentar dos estômagos, bem como de estrabos, já foram encontrados vestígios de pássaros, mamíferos de pequeno porte e até de veados- o que leva a supor que as martas-pescadoras não são avessas à necrofagia oportunista. Tanto assim é que há registos de martas-pescadoras a alimentar-se de cadáveres de veados. E, pese embora não seja particularmente comum, há registos de martas-pescadoras a matar animais de porte maior, como perus bravos e linces (se bem que com taxas de sucesso pouco expressivas).
A marta-pescadora é dos poucos predadores que caça adrede os ouriços-cacheiros . Estudos indicam que a estratégia implementada para o efeito passa por morder o focinho do ouriço-cacheiro até à morte, o que tarda uma média de 25 a 30 minutos.

### Temperamento
São seres agressivos e territoriais, podendo atacar sem hesitação, quando ameaçadas no seu espaço, muito embora, na maioria dos casos prefiram fugir a defrontar-se com animais de maior porte.